# Wyck-Insel
Die Wyck-Insel (französisch Île Wyck) ist eine kleine Insel vor der Danco-Küste des Grahamlands im Norden der Antarktischen Halbinsel. Sie liegt vor der Westseite der Brooklyn-Insel im östlichen Teil der Wilhelmina Bay.
Teilnehmer der Belgica-Expedition (1897–1899) des belgischen Polarforschers Adrien de Gerlache de Gomery entdeckten die Insel. Auf Vorschlag des Expeditionsarztes Frederick Cook benannte de Gerlache sie nach Robert Anderson Van Wyck (1849–1918), Bürgermeister von New York City von 1898 bis 1901.